# サリュビア
サリュビア（Salybia）あるいはサリビア（Salibia）は、カリブ海のドミニカ国にある村。北東の海岸に位置し、同国に住むアメリカ先住民カリブ族（カリナゴ族）の居留地（自治区）であるカリナゴ・テリトリーの中心地である。トリニダード島にも同じ名前の地名があり、意味は同じカリブ族の言葉である。近隣集落のポイント・サリュビア（Point Salybia）、セイント・シア（St Cyr）を含めた人口は457人で、うちカリブ族は283人（いずれも2011年国勢調査）。
学校や警察署、ローマ・カトリックの教会、保健センター、カリブ族のカリブ会議事務局などがある。

## 歴史
1776年イギリスの皇太子が現在のサリュビアとなる、カリブ族のために134エーカーの土地を与えた。1777年にサリュビアの周囲が拡大し、カリブ地域（The Carib Quarter）となった。1864年にローマ・カトリック教会がカリブ族への布教のためと、カリブ地域での教会や司祭館や墓地の設立のため、イギリス政府から14エーカーを与えられた。その後、政府は14エーカーの土地に学校や保健センターも建てた。1930年に起きたカリブ戦争と呼ばれた事件では、警官がカリブ族が密輸していると、サリュビアで密輸品とされる品物を押収した事がきっかけで、サリュビアで暴動（この時、カリブ族の首長ら2人が射殺されている）が起きた。イギリス政府は軽巡洋艦デリーをサリュビアに出向き、サーチライト照らすなど、暴動を鎮圧しようとした。1903年、カリブ居留地となると中心地となった。